# Keeslerova letecká základna
Keeslerova letecká základna (anglicky Keesler Air Force Base; kód IATA je BIX, kód ICAO KBIX, kód FAA LID BIX) je vojenská letecká základna letectva Spojených států amerických nacházející se na území města Biloxi, okres Harrison County ve státě Mississippi.
Sídlí zde velitelství 2. letecké armády (Second Air Force) a je domovskou základnou 81. cvičného křídla (81 TW) Leteckého výukového a tréninkového velitelství (Air Education and Training Command). Úkolem 81 TW je výcvik leteckého personálu ve vybraných technických oblastech, který následuje po dokončení základního výcviku. Poskytuje také technickou přípravu nutnou pro zdárné plnění v nadcházejícím bojovém nasazení. Letecký personál tak získává hlubší znalosti v oborech jako avionika, kryptografie, informační technologie apod.
81. cvičné křídlo též poskytuje výcvik na poli meteorologie, řízení letového provozu nebo práci s radarem. Na Keeslerově základně také sídlí 81. zdravotnická skupina (81st Medical Group), která je druhou největší v celém americkém letectvu.
Základna byla pojmenována na počest nadporučíka Samuela Reevese Keeslera, pilota Armádní letecké služby Spojených států, veterána z první světové války.